# Poznań Kobylepole
Poznań Kobylepole – zlikwidowany, a potem projektowany do budowy przystanek kolejowy w Poznaniu, leżący na szlaku kolejowym Swarzędz – Poznań Starołęka.

## Historia
Od maja 1945 (przez kilka miesięcy) funkcjonował tu punkt przeładunkowy repatriantów z kresów wschodnich podążających na Ziemie Odzyskane. Jesienią 2005 przystanek został zlikwidowany.
W 2020 PKP Polskie Linie Kolejowe złożyły do programu Komisji Europejskiej "Łącząc Europę" wniosek o dofinansowanie modernizacji kolejowej obwodnicy towarowej Poznania do ruchu pasażerskiego i wybudowanie 7 przystanków osobowych na terenie Poznania i jednego poza terenem miasta.